# Villa Luisa (Napoli)
Villa Luisa è una villa storica di Napoli.

## Storia
L'area su cui sorge villa Luisa fu acquisita tra 1842 e il 1845 dalla gentildonna inglese Luisa Dillon, marchesa di Salza; comprendeva il vallone che da Posillipo scende a mare, fino alla cala che era chiamata “Bellavajassa”.
Sull'enorme proprietà furono poi costruite le ville note come Rocca Matilde (successivamente Villa Pierce), Roccabella, Villa d'Avalos, Villa d'Abro e, a nord, Roccabelvedere. Intorno al 1860, la proprietà passò ai suoi eredi.
Successivamente, una parte fu acquistata dal barone Carunchio, che ampliò un immobile preesistente del 1500, cui dette il nome di sua moglie Luisa Aveta. La villa, circondata da un parco di oltre 7.000 metri quadri, in parte a limoneto, si erge su un promontorio che protegge un piccolo approdo privato. Nel 1960, la proprietà fu ceduta dagli eredi Carunchio all'istituto Piccole Ancelle di Cristo Re, che l'hanno ampliata e ristrutturata come sede di convegni, seminari e ospitalità religiosa.
Nella villa hanno soggiornato illustri ospiti, tra i quali l'ex presidente della Repubblica italiana, Oscar Luigi Scalfaro e il cardinale Ratzinger, poi eletto papa Benedetto XVI.